# サラ・ヴォーン
サラ・ロイス・ヴォーン（Sarah Lois Vaughan、1924年3月27日 - 1990年4月3日）は、アメリカ合衆国の黒人女性ジャズ歌手。アメリカ合衆国ニュージャージー州ニューアーク出身。
ソプラノからコントラルトまで幅広いレンジに、美しいヴィブラートの掛かった、オペラ歌手にも匹敵する幅広い声域と、豊かな声量を兼ね備え、大胆なフェイクやスキャットを取り入れた歌唱力をも持ち味とした。ジャズ・ボーカル史上ビリー・ホリデイ、エラ・フィッツジェラルドと並ぶ、女性ジャズ・ヴォーカリスト御三家の一人と言われている。

## 略歴
1942年、アポロ・シアターのアマチュア・ナイトで優勝したのをきっかけにプロの歌手となる。1947年に「It's Magic」が初めてのヒット曲となり、大型新人として注目を集めた。歌手でトランペッターのビリー・エクスタインに影響を受け、当時最先端のモダン・ジャズであったビバップのスタイルを歌唱に活かした、モダン・ジャズ・シンガーの先駆者である。
1954 - 1959年にはポピュラー傾向のあるものをマーキュリー・レコードに、ジャズ方面ではそのサブ・レーベルエマーシー・レコードに膨大な数の録音を残し全盛期を迎える。この頃の代表作はクリフォード・ブラウンと共演した『サラ・ヴォーン・ウィズ・クリフォード・ブラウン』、カウント・ベイシー・オーケストラと共演した『ノー・カウント・サラ』など。
ジャズに留まらない幅広い音楽性を持ち、ポップスにも挑戦して1950年代には「Whatever Lola Wants」や「Broken-heated Melody」などいくつかのヒット曲があるが、商業的に大きな成功を得るには至らず、通俗性ゆえに批評家からは冷淡な扱いを受けた。
1960 - 1963年にルーレット・レコードに移籍するが、1963 - 1967年には再びマーキュリーと契約した。この時期にはビートルズのカバーや、日本では特に知られる「ラヴァーズ・コンチェルト」をリリースした。
1967年 - 1971年には、レコード契約がない不遇な時代を迎えたが、この時期のライブ録音が死後にCD発売されており、ボーカリストとしての能力は決して衰えを見せなかった。1971年 - 1975年には、メインストリーム・レコードと契約。依然として、カーペンターズ（「雨の日と月曜日は」）やマーヴィン・ゲイのカバーなどポップな録音を残しているが、1973年9月に中野サンプラザで録音した『ライヴ・イン・ジャパン』は名盤の1つに数えられる。
1977年に、ジャズ界の著名なプロデューサーであるノーマン・グランツの誘いで、彼の運営するパブロ・レコードに在籍、円熟した歌唱をアルバムに残す。同年にブラジルを訪れ、アントニオ・カルロス・ジョビンやミルトン・ナシメントらトップ・ミュージシャンと共演した『アイ・ラヴ・ブラジル!』、1981年のカウント・ベイシー・オーケストラとの共演盤『Send in the Clowns』、パブロでの最後のアルバムで初めてセルフ・プロデュースを行った、1982年の『枯葉』（原題：Crazy & Mixed Up）などの名盤を残し、晩年までジャズの女王の名をほしいままにした。一方1981年には、ポップなアレンジで全曲ビートルズのカバーで構成した『ソングス・オブ・ザ・ビートルズ』（アトランティック）もリリースしている。またマイケル・ティルソン・トーマスの誘いでジョージ・ガーシュウィンの作品を集めたコンサートを行い、1981年にエミー賞を受賞、トーマスとロサンジェルス・フィルハーモニックとの共演で、1982年に発売されたライブ盤『ガーシュウィン・ライヴ!』（コロムビア）は第25回グラミー賞で最優秀女性ジャズ・ボーカル・パフォーマンス賞を獲得し、自身初のグラミー受賞を果たした。
1980年代中盤以降も精力的なライブ活動を行ったが、継続的なレコード契約がなく、1987年のアルバム『ブラジリアン・ロマンス』が最後の作品となった。1989年には、クインシー・ジョーンズのアルバム『バック・オン・ザ・ブロック』に参加している。
1990年4月3日、カリフォルニア州の自宅で肺癌のため66歳で死去。

## ディスコグラフィ

### スタジオ・アルバム
- Sarah Vaughan（1950年、コロムビア）
- 『サラ・ヴォーン・ウィズ・クリフォード・ブラウン』 - Sarah Vaughan（1955年、エマーシー）
- 『イン Hi-Fi』 - Sarah Vaughan in Hi-Fi（1955年、コロムビア）
- 『アフター・アワーズ』 - After Hours（1955年、コロムビア）
- 『サラ・ヴォーン・イン・ザ・ランド・オブ・ハイ・ファイ』 - In the Land of Hi-Fi（1956年、エマーシー）
- My Kinda Love（1955年、MGM）
- Sassy（1956年、エマーシー）
- Swingin' Easy（1957年、エマーシー）
- Sarah Vaughan and Billy Eckstine Sing the Best of Irving Berlin（1957年、マーキュリー）
- Sarah Vaughan Sings Broadway: Great Songs from Hit Shows（1958年、マーキュリー）
- Sarah Vaughan Sings George Gershwin（1958年、エマーシー）
- 『ノー・カウント・サラ』 - No Count Sarah（1958年、エマーシー）
- Vaughan & Violins（1959年、マーキュリー）
- 『ドリーミー』 - Dreamy（1960年、ルーレット）
- 『ザ・ディヴァイン・ワン』 - The Divine One（1961年、ルーレット）
- 『カウント・ベイシー&サラ・ヴォーン』 - Count Basie/Sarah Vaughan（1961年、ルーレット）
- 『アフター・アワーズ』 - After Hours（1961年、ルーレット）
- 『ユーアー・マイン・ユー』 - You're Mine You（1962年、ルーレット）
- Snowbound（1962年、ルーレット）
- 『サラ+2』 - Sarah + 2（1962年、ルーレット）
- 『ジ・イクスプローシヴ・サイド』 - The Explosive Side of Sarah Vaughan（1963年、ルーレット）
- 『スター・アイズ』 - Star Eyes（1963年、ルーレット）
- 『ロンリー・アワーズ』 - The Lonely Hours（1963年、ルーレット）
- 『スウィート&サッシー』 - Sweet 'N' Sassy（1963年、ルーレット）
- 『サラ・シングス・ソウルフリー』 - Sarah Sings Soulfully（1963年、ルーレット）
- Sarah Slightly Classical（1963年、ルーレット）
- 『ヴォーン・ウィズ・ヴォイセス』 - Vaughan with Voices（1964年、マーキュリー）
- 『ビバ! ヴォーン』 - Viva! Vaughan（1965年、マーキュリー）
- 『マンシーニ・ソングブック』 - Sarah Vaughan Sings the Mancini Songbook（1965年、マーキュリー）
- 『ラヴァーズ・コンチェルト』 - Pop Artistry of Sarah Vaughan（1966年、マーキュリー）
- 『ザ・ニュー・シーン』 - The New Scene（1966年、マーキュリー）
- 『イッツ・ア・マンズ・ワールド』 - It's a Man's World（1967年、マーキュリー）
- Sassy Swings Again（1967年、マーキュリー）
- 『ア・タイム・イン・マイ・ライフ』 - A Time in My Life（1971年、メインストリーム）
- With Michel Legrand（1972年、メインストリーム）
- Feelin' Good（1972年、メインストリーム）
- Send in the Clowns（1974年、メインストリーム）
- 『アイ・ラヴ・ブラジル!』 - I Love Brazil!（1977年、パブロ）
- 『ハウ・ロング・ハズ・ディス・ビーン・ゴーイング・オン?』 - How Long Has This Been Going On?（1978年、パブロ）
- The Duke Ellington Songbook, Vol. 1（1979年、パブロ）
- The Duke Ellington Songbook, Vol. 2（1979年、パブロ）
- 『コパカバーナ』 - Copacabana（1979年、パブロ）
- Send in the Clowns（1981年、パブロ）
- 『ソングス・オブ・ザ・ビートルズ』 - Songs of the Beatles（1981年、アトランティック）
- 『枯葉』 - Crazy and Mixed Up（1982年、パブロ）
- The Mystery of Man（1984年、ココペリ）
- 『ブラジリアン・ロマンス』 - Brazilian Romance（1987年、コロムビア）

### ライブ・アルバム
- 『アット・ミスター・ケリーズ』 - At Mister Kelly's（1957年、マーキュリー）
- After Hours at the London House（1959年、マーキュリー）
- Sassy Swings the Tivoli（1963年、マーキュリー）
- Live in Japan（1973年、メインストリーム）
- With Jimmy Rowles Quintet（1975年、メインストリーム）
- 『ガーシュウィン・ライヴ!』 - Gershwin Live!（1982年、コロムビア）